# Морона-Сантьяго
Морона-Сантьяго (исп. Morona-Santiago) — одна из 24 провинций Эквадора, расположена на востоке страны. Площадь составляет 25 690 км², население — 147 940 чел. (2010). Административный центр — город Макас.

## География
Центральная кордильера Анд расположена к западу от провинции, на территории Морона-Сантьяго также находятся несколько горных хребтов. Перепад высот провинции составляет от 300 до 2900 м над уровнем моря. По рельефу можно выделить 2 основные зоны: Предамазония и Амазония.

## Административное деление
В административном отношении провинция подразделяется на 12 кантонов:
| №  | Флаг | Кантон                          | Население, чел. (2010) | Административный центр                                              |
| -- | ---- | ------------------------------- | ---------------------- | ------------------------------------------------------------------- |
| 1  |      | Гуалакиса (Gualaquiza)          | 17 162                 | Гуалакиса (Gualaquiza)                                              |
| 2  |      | Уамбоя (Huamboya)               | 8 466                  | Уамбоя (Huamboya)                                                   |
| 3  |      | Лимон-Инданса (Limón Indanza)   | 9 722                  | Хенераль-Леонидас-Пласа-Гутьерес (General Leonidas Plaza Gutiérrez) |
| 4  |      | Логроньо (Logroño)              | 5 723                  | Логроньо (Logroño)                                                  |
| 5  |      | Морона (Morona)                 | 41 155                 | Макас (Macas)                                                       |
| 6  |      | Пабло-Сехто (Pablo Sexto)       | 1 823                  | Пабло-Сехто (Pablo Sexto)                                           |
| 7  |      | Палора (Palora)                 | 9 936                  | Палора (Palora)                                                     |
| 8  |      | Сан-Хуан-Боско (San Juan Bosco) | 3 908                  | Сан-Хуан-Боско (San Juan Bosco)                                     |
| 9  |      | Сантьяго (Santiago)             | 9 295                  | Сантьяго-де-Мендес (Santiago de Méndez)                             |
| 10 |      | Сукуа (Sucúa)                   | 18 318                 | Сукуа (Sucúa)                                                       |
| 11 |      | Таиша (Taisha)                  | 18 437                 | Таиша (Taisha)                                                      |
| 12 |      | Тивинца (Tiwintza)              | 6 995                  | Сантьяго (Santiago)                                                 |

## Экономика
Промышленный потенциал провинции практически не используется из-за плохого транспортного сообщения. Важным фактором экономики является туризм. Туристов привлекают дождевые тропические леса провинции, национальный парк Сангай и индейский город Шуара.